# Riu Bengo
El riu Bengo (o Zenza) és un curt riu costaner africà del nord d'Angola, que té les seves fonts als monts de Cristal i desemboca a l'oceà Atlàntic, 20 km al nord de la capital nacional, Luanda, a la província de Bengo. El riu té una longitud de 300 km amb una conca de drenatge de 7.370 km². Les característiques de la conca fan que la diferència entre el cabal durant l'estació seca i la de pluges sigui més gran que la del riu Cuanza.
Al Bengo s'ha construït el gran embassament de Kiminha Hi ha alguns llacs petits en els últims 90 km del riu, en la seva plana d'inundació, sent els majors els llacs Panguila, Quilunda i Lalama. La plana d'inundació del riu Bengo és la font principal de la producció agrícola de Luanda.
Abans que es construís un aqüeducte en 1889, l'aigua potable obtinguda del riu Bengo era transportada a Luanda en barrils per vaixell. Avui dia grans camions cisterna subministren gran part del subministrament d'aigua de la ciutat moderna, carregats amb bombes al riu.
Els manglars creixen a l'estuari, vora del seu límit sud. Al riu viuen en estat salvatge cocodrils, manatins, ànecs i peixos. L'única indústria d'aqüicultura a Angola és una de granja de tilapia al riu Bengo, a Kifangondo, en la província de Luanda.
El riu ha estat escenari de diverses batalles. En 1641, els portuguesos es van retirar d'allí quan els neerlandesos van capturar Luanda. En 1873 els dembos que viuen entre els rius Bengo i Dande, van liderar un aixecament contra els portuguesos. La batalla de Quifangondo en 1975 va ser un punt important en la Guerra Civil angolesa.

## Esplais i turisme relacionats amb el riu Bengo
Durant l'època colonial els militars portuguesos i anglesos feien excursions i practicaven esports en els llacs i marjals del riu Bengo.
Actualment existeixen petits hotels i resorts a prop del riu, els llacs i sobre tot a la vora dels llacs. S'organitzen excursions en barca, cavall, bicicleta, automòbil...